# Кампари
Кампа́ри (итал. Campari) — горький ликер (биттер) красного цвета на основе ароматических трав и фруктов. Создан в XIX веке Гаспаром Кампари (1828—1882). Выпускается итальянской компанией Gruppo Campari.

## История
История «кампари» начинается с 1860 года, когда Гаспаре Кампари (итал. Gaspare Campari), с 1842 года работавший maitre liquoriste (фр.) (специалистом по смешиванию алкогольных напитков), начал подавать этот пряно-горький напиток броского красного цвета в своем «Cafe Campari» в Новаре. В том же году Гаспаре Кампари основал компанию Gruppo Campari для производства и распространения своего напитка, затем он перебирается в Милан.
В 1904 производство кампари было начато на заводе в Сесто-Сан-Джованни около Милана.
Под руководством Давиде Кампари, сына Гаспаре, компания начала экспортировать напиток в Ниццу и по городам французской Ривьеры. С началом продаж кампари в Ницце связана романтическая история любви Давиде Кампари к певице Лине Кавальери. Затем сбыт напитка расширился и на другие страны. Кампари в настоящее время распространяется в более чем 190 странах и является основным продуктом Gruppo Campari.

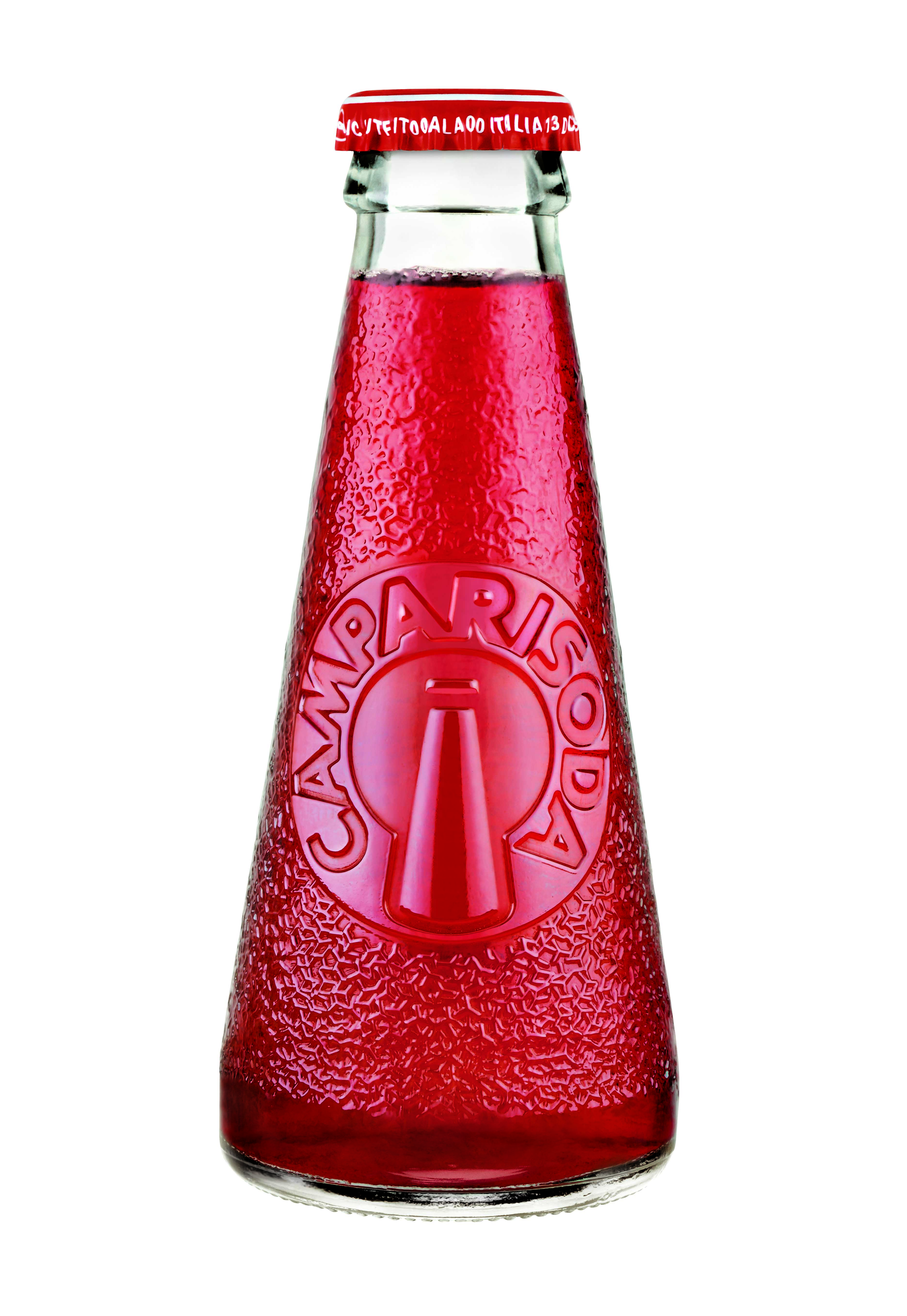
Кампари-сода

## Состав
Кампари обладает сильным ароматом и характерным для биттера ярко выраженным горьковатым вкусом.
Дегустаторы отмечают в аромате земляные и древесные ноты ежевики, виноградной лозы, мха, лесной подстилки и камней. Вкус описывается как острый, с нотами корней, хинина, меда, цитрусовой цедры, пепла и земли.
Рецепт является секретом фирмы.
Кампари производится как настойка на основе ароматических трав и цитрусовых, затем полученную настойку разводят сахарным сиропом, водой и добавляют красители. По разным оценкам, в рецепт входят от 40 до 68 ингредиентов, в том числе померанец миртолистный, аир, горечавка жёлтая, каскаролла и, возможно, ревень пальчатый.
Характерный ярко-рубиновый цвет кампари придавался пищевым красителем кармином, получаемым из самок кошенили.
С 2006 года кошениль на большинстве производств в разных странах начинает заменяться искусственным красителем. К 2016 году этот процесс ещё не был завершён.
Крепость чистого кампари — 20,5—28,5 %, но выпускается разновидность «кампари сода» (Campari Soda), где крепость составляет 10 %.

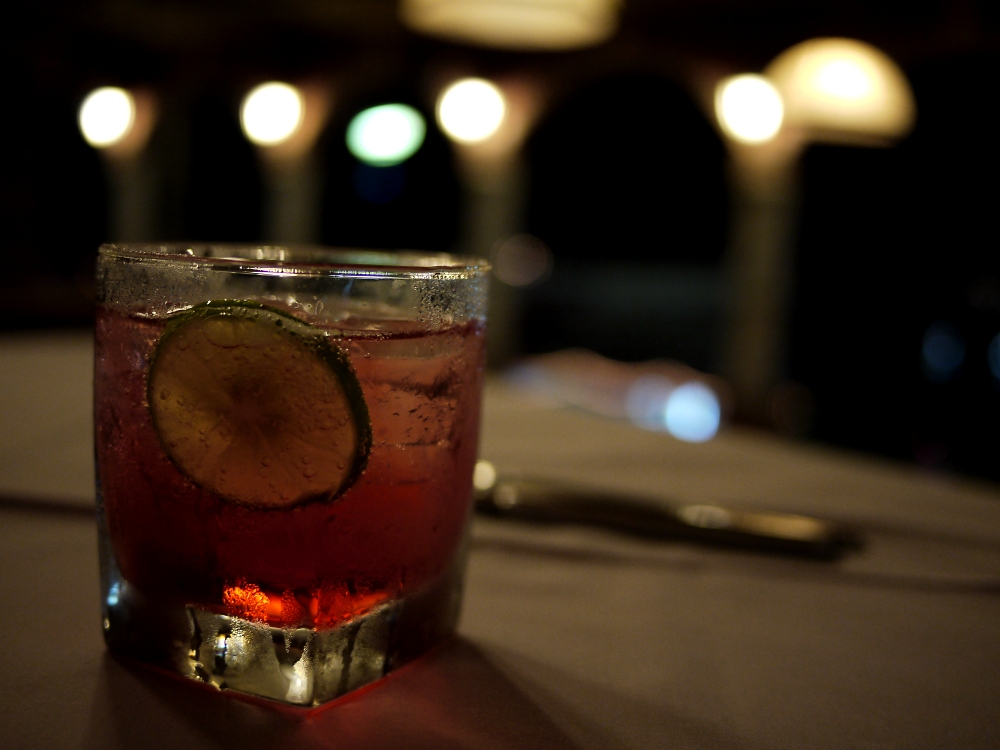

## Употребление
Горький напиток повышает аппетит, и поэтому кампари традиционно употребляется в чистом виде в качестве аперитива, а также и в составе коктейлей и в качестве ингредиента для десертов. Является составной частью таких официальных коктейлей IBA, как «Негрони» и «американо», а также коктейлей «спритц», «кампаринья» (кайпиринья с кампари, вместо кашасы) и «гарибальди».

## Реклама
«Кампари» была первой из компаний алкогольных напитков, активно занимавшейся брэндингом своего продукта.
Кампари известно своей традицией рекламных постеров.
Рекламные постеры для кампари создавали такие художники и дизайнеры, как Фортунато Деперо, Леонетто Каппьелло, Адольфо Хоэнштейном, Марчелло Дудович, Марчелло Нидзоли (англ. Marcello Nizzoli), Милтон Глейзер. Некоторые из этих плакатов стали заметными вехами в истории дизайна и ар-деко. Для Фортунато Деперо его работа с Кампари послужила отправной точкой к изданию альманаха «Футурист „Кампари“» со сформулированным в нём манифестом рекламного искусства
Имидж продукта основан на страсти и сексуальности, эти две темы снова и снова обыгрываются в рекламе брэнда кампари.
Для рекламы напитка компания «Кампари» привлекала таких людей, как Ольга Куриленко, Ева Мендес, Джессика Альба, Сальма Хайек, Бенисио дель Торо, Пенелопа Крус.
Журнал «Wine Enthusiast» неоднократно отмечал кампари в своих обзорах, а сайт Proof66 включал кампари в рейтинг «20 лучших ликёров мира».

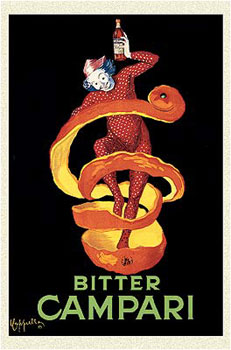